# Ray Dalton
Ray Dalton (Washington, 10 maggio 1990) è un cantautore statunitense.

## Biografia
Ha iniziato la sua carriera come cantante gospel e R&B. Dalton ha ottenuto grande rilievo cantando la hit "Can't Hold Us", con Macklemore & Ryan Lewis, che ha guadagnato popolarità quando è stata rilasciata come singolo nel 2011. Il brano ha ricevuto il disco di platino negli Stati Uniti in aprile 2013. Dalton ha vinto due MTV Video Music Awards.

### Vita e carriera
Il padre di Dalton è afro-americano mentre la madre è messicana-statunitense. Inizia a cantare all'età di 6 anni sotto consiglio del suo insegnante di musica entrando a far parte del Seattle Children's Choir. Continua a cantare fino al liceo. Si descrive come un fan dei Fleetwood Mac. Completa l'ultimo anno del liceo ascoltando Missy Elliott, Amy Winehouse, e Kanye West, dichiarato in un'intervista di MTV News.
A parte la musica, Dalton è un giocatore di tennis lavorando anche come istruttore. Ha smesso di insegnare dopo il successo di "Can't Hold Us" dedicandosi full-time alla carriera da musicista. Dalton canta nel Total Experience Gospel Choir of Seattle dal 2013.
Il lavoro di Dalton attirò l'attenzione del produttore Ryan Lewis, sentendolo cantare in un brano per un altro artista. Lewis contattò Dalton via Facebook, iniziando presto a collaborare con Lewis e Macklemore in studio. La prima canzone su cui lavorò il trio fu il singolo Wings di Lewis e Macklemore.
Nel giugno del 2012, Dalton rilascia il suo primo singolo, So Emotional, mixato da Ryan Lewis.
Dalton, Lewis e Macklemore, per la scrittura di Can't Hold Us, sono riusciti a mettersi d'accordo in un solo giorno. Dalton ha girato le sue scene del videoclip durante il tour in Nuova Zelanda nel 2013.
Nel 2015 ha collaborato con i Madcon al loro singolo Don't Worry.
Nel 2021 ha duettato con Álvaro Soler nel singolo Manila, certificato doppio disco di platino in Austria.

## Discografia

### Album in studio
- 2024 – Thee Unknown

### Singoli
- 2012 – So Emotional

### Collaborazioni
| 2010                                                                      | "Kingdom Come" (Dyno Jamz featuring Ray Dalton)                | — | —  | —  | —  | — | — | — | —  | —  | —  | —  | Dyno Jamz               |
| 2011                                                                      | "Whisper" (Camila Recchio featuring Ray Dalton)                | — | —  | —  | —  | — | — | — | —  | —  | —  | —  | N.D.                    |
| 2012                                                                      | "Need Your Love" (Sol featuring Ray Dalton)                    | — | —  | —  | —  | — | — | — | —  | —  | —  | —  | N.D.                    |
| 2013                                                                      | "Can't Hold Us" (Macklemore & Ryan Lewis featuring Ray Dalton) | 1 | 1  | 2  | 2  | 4 | 3 | 4 | 4  | 1  | 4  | 3  | The Heist               |
| 2014                                                                      | "Visceral" (John Mark McMillan featuring Ray Dalton)           | — | —  | —  | —  | — | — | — | —  | —  | —  | —  | The Borderland Sessions |
| 2015                                                                      | "Don't Worry" (Madcon featuring Ray Dalton)                    | — | 82 | 25 | 52 | 5 | 2 | 4 | 28 | 14 | 8  | 54 | TBA                     |
| 2021                                                                      | "Manila" (Ray Dalton & Álvaro Soler)                           | — | —  | —  | —  | — | — | — | —  | —  | 19 | —  | TBA                     |
| "—" denota che non è stato rilasciato in classifica o in quel territorio. |                                                                |   |    |    |    |   |   |   |    |    |    |    |                         |